# Leskeella
Leskeella là một chi rêu trong họ Leskeaceae.